# Абангарес (кантон)
Абангарес (исп. Abangares) — кантон в провинции Гуанакасте Коста-Рики.

## География
Находится на востоке провинции. На юге и востоке граничит с провинцией Пунтаренас, на юго-западе находится побережье залива Никоя. Административный центр — Лас-Хунтас.

## Округа
Кантон разделён на 4 округа:
1. Лас-Хунтас
2. Сьерра
3. Сан-Хуан
4. Колорадо